# Ammoides verticillata
Ammoides verticillata là một loài thực vật có hoa trong họ Hoa tán. Loài này được (Desf.) Briq. mô tả khoa học đầu tiên năm 1914.